# Joseph Harding

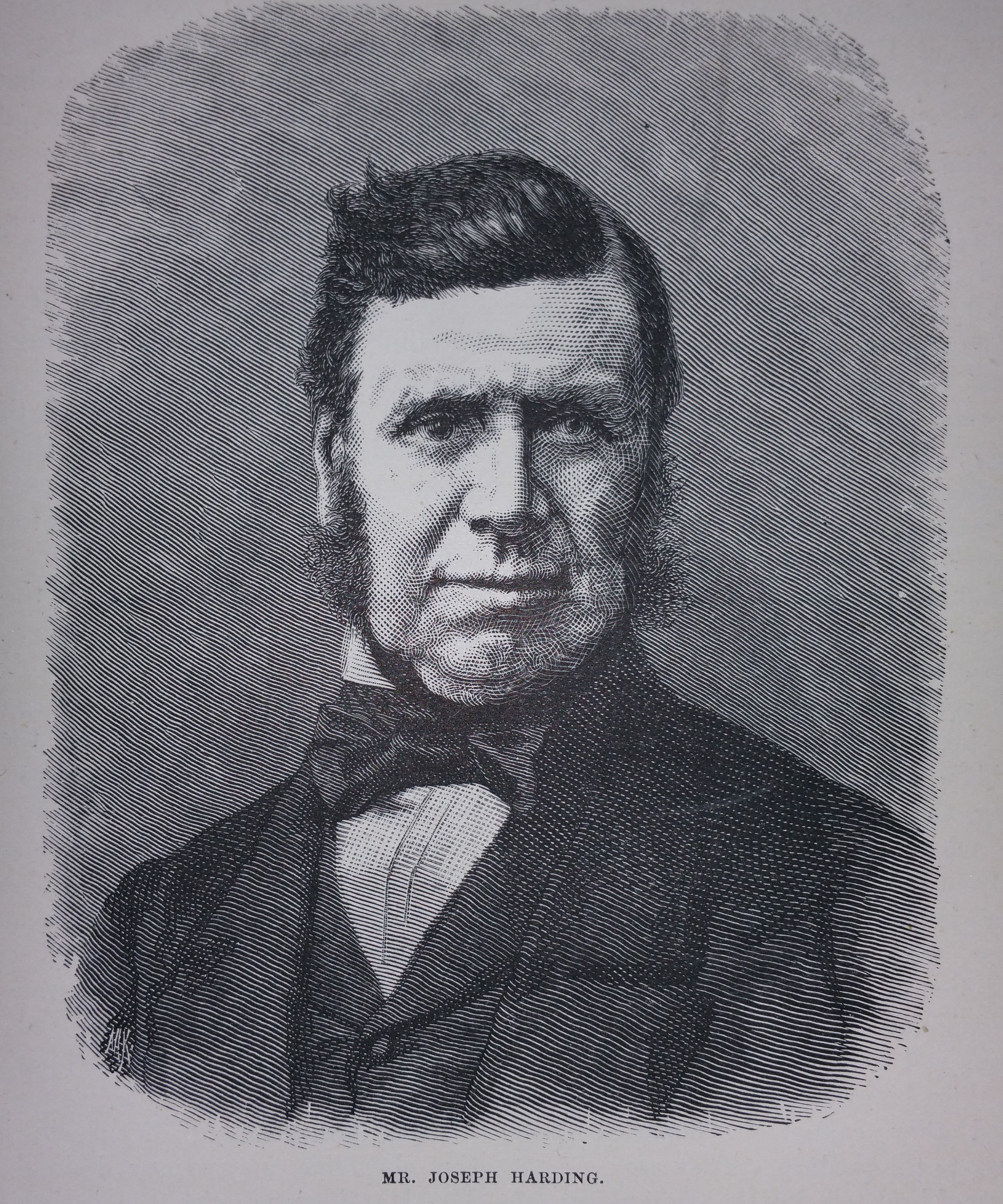
Joseph Harding

Joseph Harding (* 22. März 1805 in Sturton Farm, Wanstrow, Somerset; † 1. Mai 1876 in Vale Court Farm, Marksbury, Somerset) war ein englischer Käsehersteller. Er entwickelte die Methoden für die moderne Produktion von Cheddar.

## Schriften (Auswahl)
- The Practical Aspects of Cheesemaking. In: The Ayrshire Advertiser (ca. 1859)
- Recent Improvements in Dairy Practice. In: Journal of the Royal Agricultural Society of England (1860)
- Cheese making in Small Dairies. In: Bath and West and Southern Counties Journal (1868)

| Personendaten    | Personendaten                        |
| ---------------- | ------------------------------------ |
| NAME             | Harding, Joseph                      |
| KURZBESCHREIBUNG | englischer Käsehersteller            |
| GEBURTSDATUM     | 22. März 1805                        |
| GEBURTSORT       | Sturton Farm, Wanstrow, Somerset     |
| STERBEDATUM      | 1. Mai 1876                          |
| STERBEORT        | Vale Court Farm, Marksbury, Somerset |